# Ebo distinctivus
Ebo distinctivus là một loài nhện trong họ Philodromidae.
Loài này thuộc chi Ebo. Ebo distinctivus được miêu tả năm 1992 bởi Lyakhov.